# Krematorium Berlin-Wedding

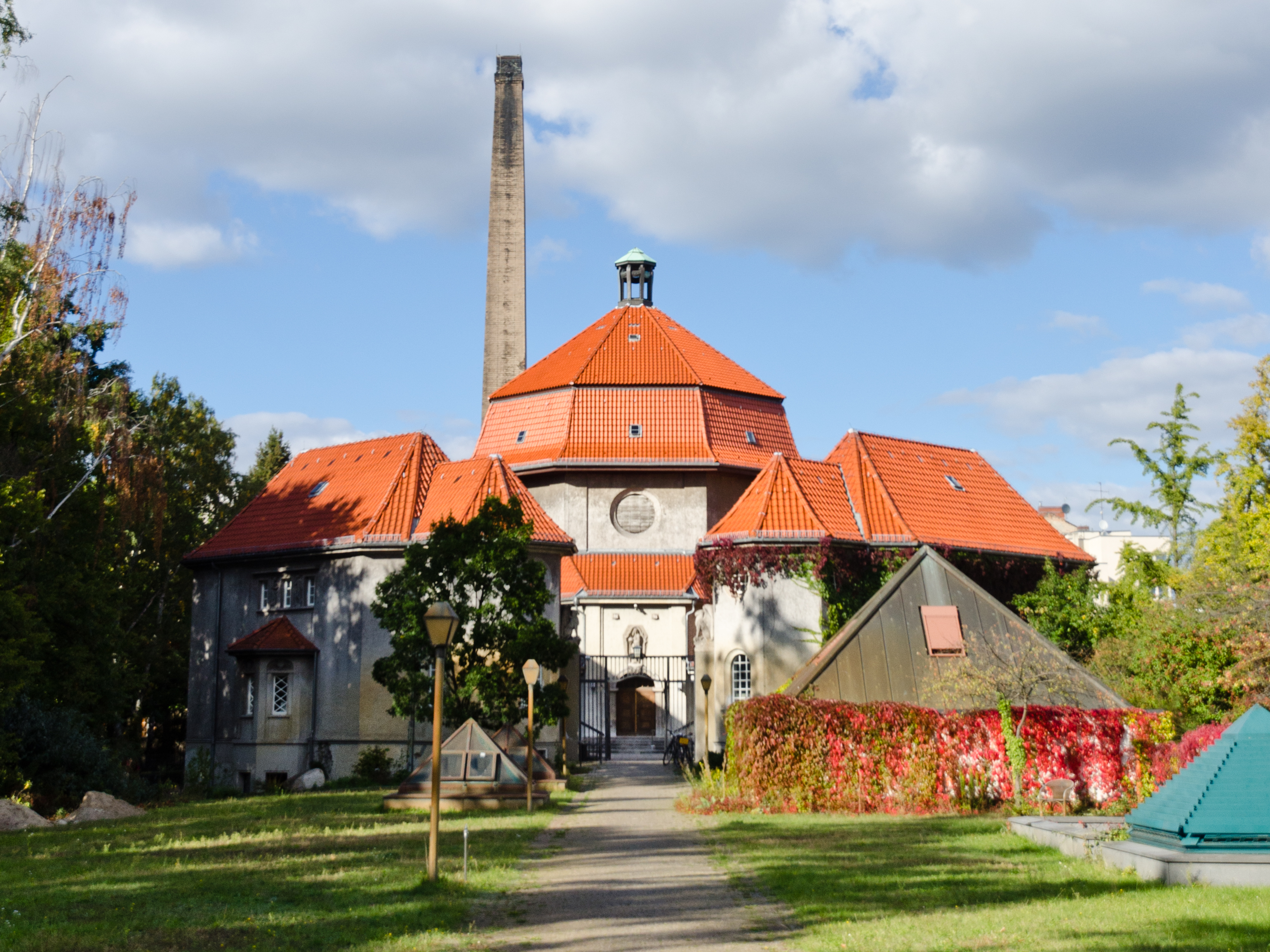
Ansicht des Haupteingangsbereichs

Das Krematorium Wedding ist ein ehemaliges Krematorium auf dem Urnenfriedhof Gerichtstraße im Berliner Ortsteil Wedding, das von 1912 bis 2001 in Betrieb war. Das denkmalgeschützte Gebäude beherbergt seit dem Herbst 2015 das interdisziplinäre Kulturquartier silent green.

## Lage
Das ehemalige Krematorium trägt die Adresse Gerichtstraße 35 und steht neben dem Urnenfriedhof. Die Nutzfläche des Gebäudeensembles beträgt 8500 m². Die Adolfstraße, die Plantagen- und die Ruheplatzstraße bilden die Grenzen um das Gesamtgelände.

## Geschichte

### Errichtung 1912

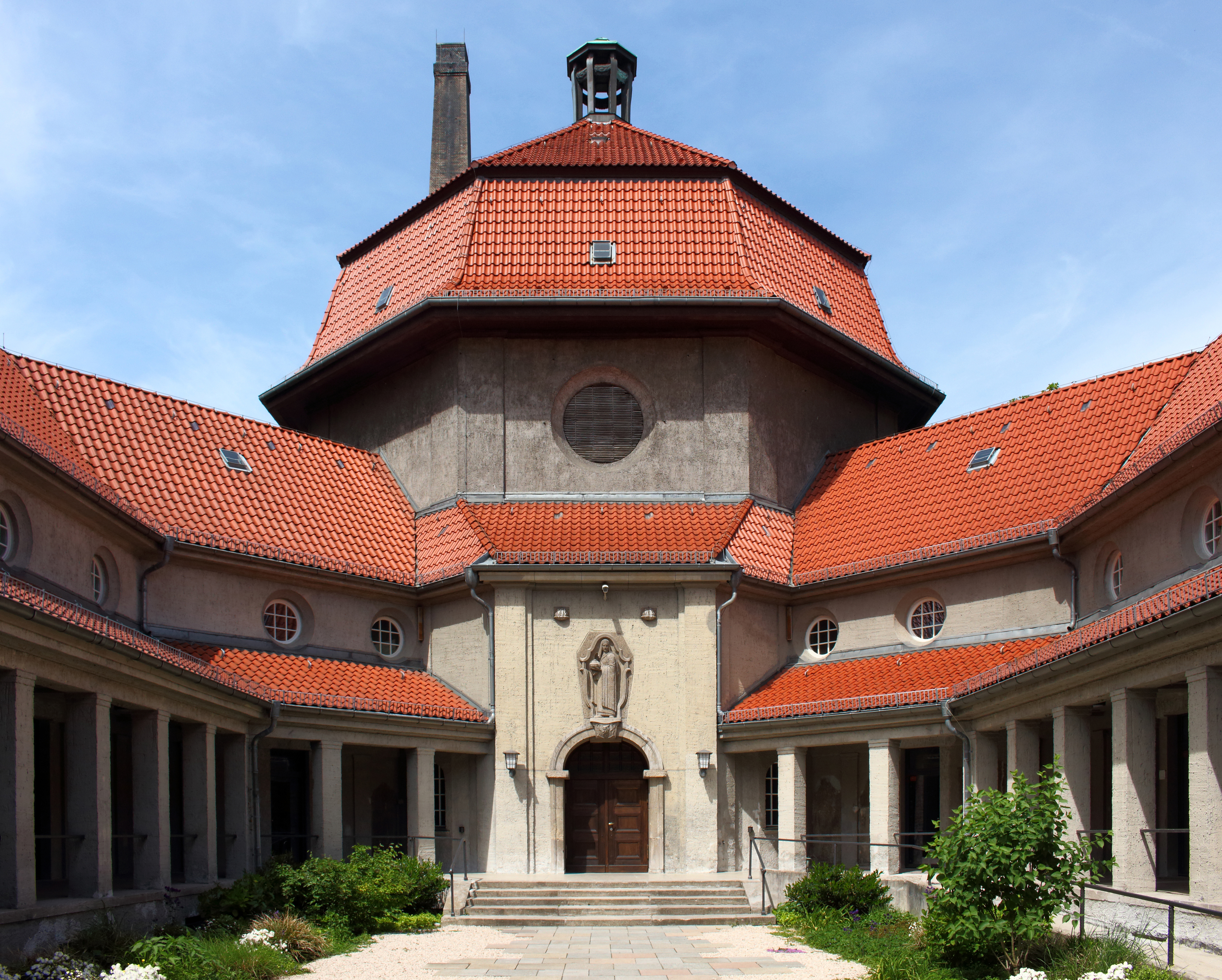
Innenhof

Mit der schnell zunehmenden Bevölkerung von Berlin und in den Randgebieten stieg auch die Zahl der Toten. Eine damals wieder in Mode gekommene Art der Beisetzung war die Feuerbestattung und Aufbewahrung der Asche in speziell gestalteten Gefäßen, den Urnen. Zum Zwecke der Einäscherung ließ der speziell gegründete Verein für Feuerbestattung in den Jahren 1909 (Grundsteinlegung am 16. Mai 1909) bis 1910 (Weihe am 22. April 1910) nach Plänen des Architekten William Müller eine Urnen-Feierhalle mit Mansarddach und einer Verbrennungsanlage nach Siemens errichten. Die Halle war als Anfang zum Ausbau als Krematorium vorgesehen und wurde 1912 im Wedding eingeweiht. Es war die erste derartige Einrichtung in Berlin und die dritte im Königreich Preußen, dessen Parlament erst 1911 die Feuerbestattungen offiziell genehmigt hatte. Am 28. November 1912 erfolgte in dem Krematorium die erste Einäscherung eines Verstorbenen.
Das Krematorium erhielt seinen Standort auf dem ersten kommunalen, 1828 angelegten Friedhof Berlins, der eine Fläche von 31.000 Quadratmetern aufwies. Dieser war als Bestattungsstätte 1879 aufgegeben worden und sollte ursprünglich in einen Park umgestaltet werden. Dem Verein für Feuerbestattungen unter der Leitung seines Vorsitzenden, Geheimrat Dr. Herzberg, erlaubte der Magistrat aber, auf der Fläche einen Urnenfriedhof anzulegen und eine Urnenhalle zu errichten.

### 1913 bis 1990
Im Jahr 1936 erfolgte ein zeitgemäßer Erweiterungsbau nach Plänen von Oberbaurat Wilhelm ten Hompel unter Leitung des Architekten Rudolph Schröder. Diese zweite Feierhalle ersetzte einen provisorischen Anbau aus dem Jahr 1920. Der Urnenfriedhof mit dem Krematorium in der Gerichtstraße 37/38 befand sich im Eigentum der Stadt Berlin und wurde vom Bestattungsamt Wedding verwaltet. Direkt vor Ort wohnte der Obergartenmeister Strese.
Nach dem Attentat vom 20. Juli 1944 wurden die Leichen der im Bendlerblock erschossenen Offiziere Claus Graf Schenk von Stauffenberg, Friedrich Olbricht, Ludwig Beck, Albrecht Mertz von Quirnheim und Werner von Haeften, die zunächst im Alten St.-Matthäus-Kirchhof  begraben worden waren, durch die SS exhumiert, im Krematorium Wedding verbrannt und die Asche auf den Berliner Rieselfeldern verstreut.
Als die West-Berliner Krematorien Wilmersdorf und Wedding ab den 1960er Jahren an ihre Kapazitätsgrenzen stießen, entschloss sich der Berliner Senat zum Bau einer weiteren Feuerbestattungsanlage, die 1975 als Krematorium Ruhleben in Betrieb genommen wurde.
Nach dem Ende der DDR stand in Berlin das Krematorium Baumschulenweg wieder zur Verfügung, allerdings wurde das Krematorium Wilmersdorf bereits 1990 aufgegeben.

### 1991 bis 2001
Im Jahr 1995 wurde das Krematorium Wedding in die Berliner Denkmalliste aufgenommen.
Zwischen 1998 und 2000 ließ das Weddinger Bezirksamt – trotz schon damals vorhandener Überkapazitäten in Berlin – für 3,2 Millionen Mark (kaufkraftbereinigt in heutiger Währung: rund 2,6 Millionen Euro) weitere Modernisierungen vornehmen, vor allem für den dritten Brennofen. Nachdem das Krematorium noch um 817 Leichenlagerplätze und eine Gerichtsmedizin mit 11 Seziertischen unterirdisch erweitert wurde, ließ die Stadt es Ende 2001 schließen.
Danach wurde das Bauensemble stillgelegt. Die Aufgaben der Kremation der in Berlin verstorbenen Personen hatten die Krematorien Baumschulenweg und Ruhleben nach dem Mauerfall und der deutschen Wiedervereinigung übernommen. Das Krematorium wurde, vom Urnenfriedhof Gerichtstraße abgetrennt, vom Land Berlin zum Verkauf ausgeschrieben. Das silent green Kulturquartier erhielt den Zuschlag.

## Neue Nutzung seit 2015

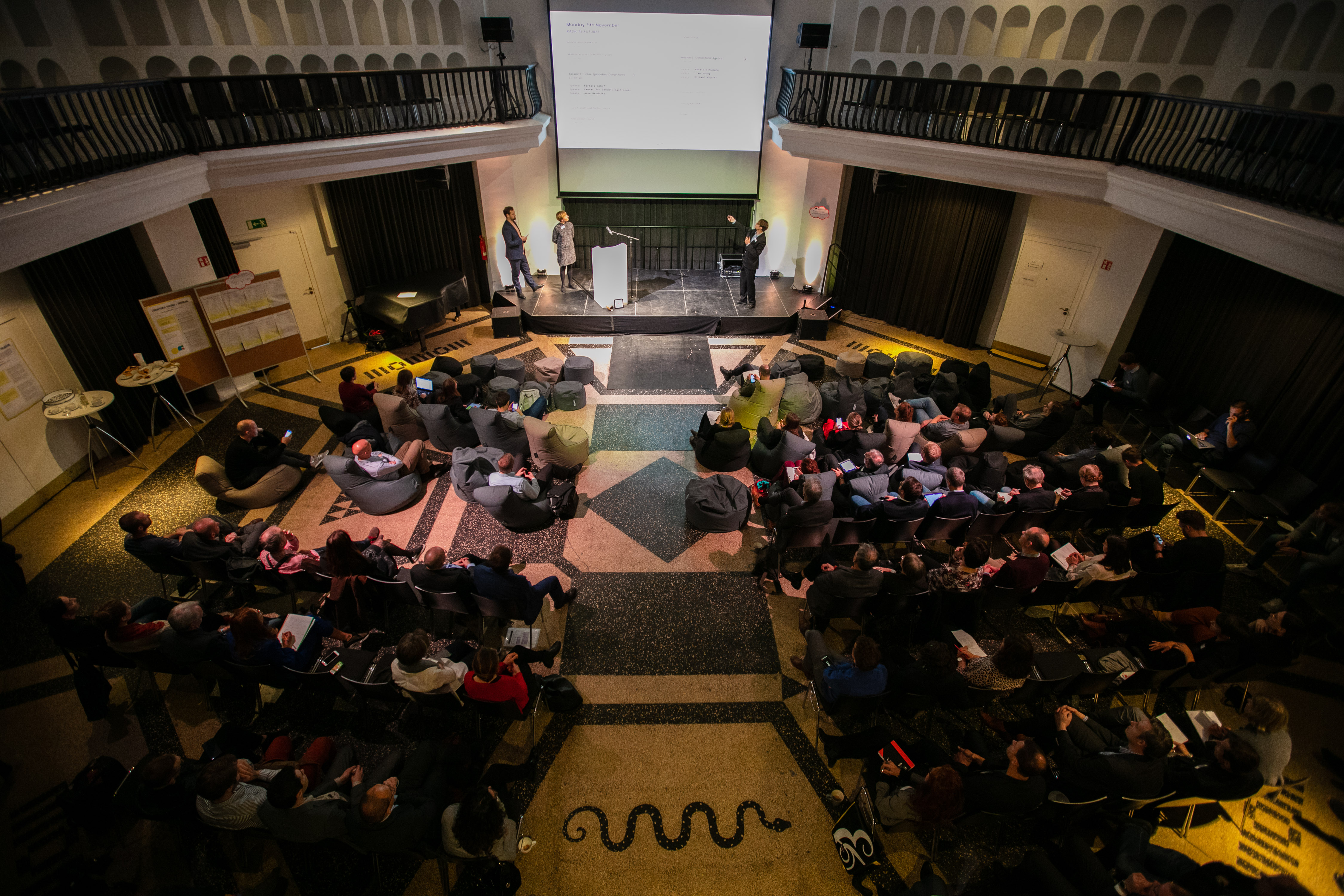
Eine Veranstaltung des silent green im November 2018

Am 1. Februar 2013 erfolgte durch das Land Berlin die Übergabe des Areals an silent green. Noch im selben Monat wurde das silent green Kulturquartier im Rahmen der Sektion Forum Expanded erstmals eine Spielstätte der Berlinale. Anschließend wurde mit umfassenden Umbau- und Renovierungsarbeiten begonnen. Es entstanden Büros, Ateliers, Ausstellungsflächen sowie ein Café, das heutige MARS I Küche & Bar. Im Sommer 2015 fanden die ersten kulturellen Veranstaltungen statt. Seitdem wird die historische Kuppelhalle für Konzerte, Lesungen, Filmscreenings, Konferenzen und besondere Feierlichkeiten genutzt. Im baulichen Kontrast dazu steht die 2019 fertiggestellte unterirdische Betonhalle. Auf einer Gesamtfläche von 1600 m² finden hier medienübergreifende Ausstellungen und Produktionen größeren Zuschnitts aus den Bereichen Film, Musik und Diskurs ihren Platz. Im Zusammenspiel von historischem Gebäudeteil und den neuen Bauten Betonhalle und Atelierhaus ist so ein großflächiger kreativer Campus entstanden.
Der Mieterverbund des Hauses, mit Akteuren aus den Bereichen Musik, Film, Design und Kunst, spiegelt die Funktion des Ortes als interdisziplinäres Kulturquartier wider. Mieter sind u. a. das Musicboard Berlin, das Musiklabel !K7 Records, die Harun-Farocki-Stiftung, die transmediale, Pictoplasma sowie das öffentlich zugängliche Filmarchiv des Arsenal – Instituts für Film und Videokunst e. V.
2019 erhielten die beiden Gründer Bettina Ellerkamp und Jörg Heitmann für die Umwidmung des Baudenkmals zum Kulturquartier den Berliner Denkmalpreis 2018 und 2019 Ferdinand-von-Quast-Medaille. 2020 wurden sie beim FIABCI Prix d´Excellence Germany, einem bundesweiten Wettbewerb für Projektentwicklungen, mit dem Silber-Award 2020 in der Kategorie Gewerbe gewürdigt. „Mit dem silent green ist ein idealer Ort zur Produktion neuer künstlerischer Inhalte und deren Vermittlung, als dauerhafte soziokulturelle Infrastruktur mitten in Berlin, entstanden. Das Baudenkmal wurde entschlossen, umsichtig und klug im wahrsten Sinne zum Leben erweckt. Mit Dachgarten, begrünter Fassade, großflächigen Grünanlagen und Regenwassernutzkonzept leistet das silent green Kulturquartier einen wichtigen Beitrag für einen ökologisch nachhaltigen und klimafreundlichen Städtebau. Die mutige und gelungene Umwidmung des Baudenkmals zu einem zeitgemäßen, lebendigen Kulturquartier für die Stadt würdigt die Jury mit dem Silber-Award 2020 in der Kategorie Gewerbe.“ (silent green: ) So die Anmerkungen der Jury des FIABCI Prix d’Excellence Germany.

## Baubeschreibung
Das Hauptgebäude des Krematoriums ist eine große, zentral angelegte 17 Meter hohe Feierhalle, in der auch die Urnen abgestellt wurden. Diese achteckige Urnenhalle ist in neoklassizistischen und frühchristlichen Architekturformen gehalten. Das ziegelgedeckte Mansarddach wird mit einer zentralen Laterne bekrönt, die einen der beiden Schornsteine verdeckt. Ein Jahr nach der Einweihung ließ der Bauherr durch den Architekten Hermann Jansen, einen Mitarbeiter des frühzeitig verstorbenen Ersterbauers der Feierhalle, Flügelbauten als Kolumbarien und zum Innenbereich ausgerichtete Wirtschaftsgebäude anfügen. Zwei umlaufende Galerien in der Urnenhalle führen zu den in die verputzten Wände eingelassenen Nischen zur Aufnahme der Urnen.
Der achtseitige Innenhof wird von zwei Pfeilergängen entlang der beiden zweigeschossigen Seitenflügel umgeben. Polygonale Eckbauten dominieren den Innenhof, den Greifen bewachen. Das schmiedeeiserne Gitter des Eingangstores fertigte der Metallkünstler Julius Schramm. In den Pfeilergängen des Innenhofs standen bis vor wenigen Jahren neoklassizistische und moderne, teils mit barocken Motiven gestaltete Grabmale des frühen 20. Jahrhunderts (siehe Liste und Galerie). Diese Grabmale/Denkmale wurden mit Zustimmung der Denkmalschutzbehörde Angehörigen des Steinmetzhandwerks überlassen – als Material.
- Grabwand im neoklassizistischen Stil, die an den Architekten William Müller (1871–1913) erinnert,
- für Paula Dellheim (1874–1920),
- für den Tischler Carl Krüger (1852–1931) und seine Ehefrau Selma Krüger (1846–1913), künstlerisch gestaltet von Robert Pansin,
- für den Hauptmann a. D. Robert Kraus (1846–1916) und seine Ehefrau Hedwig Kraus (1853–1932),
- für den Maurer Karl Grunze (1870–1921) und Paul Köbe (1886–1936),
- für den Kaufmann Arthur Bodo Friedheim (1857–1922) ist die Skulptur eines Jünglings mit verlöschender Fackel geschaffen worden.

Ehemalige Grabmale im Innenhof des Krematoriums Berlin-Wedding.
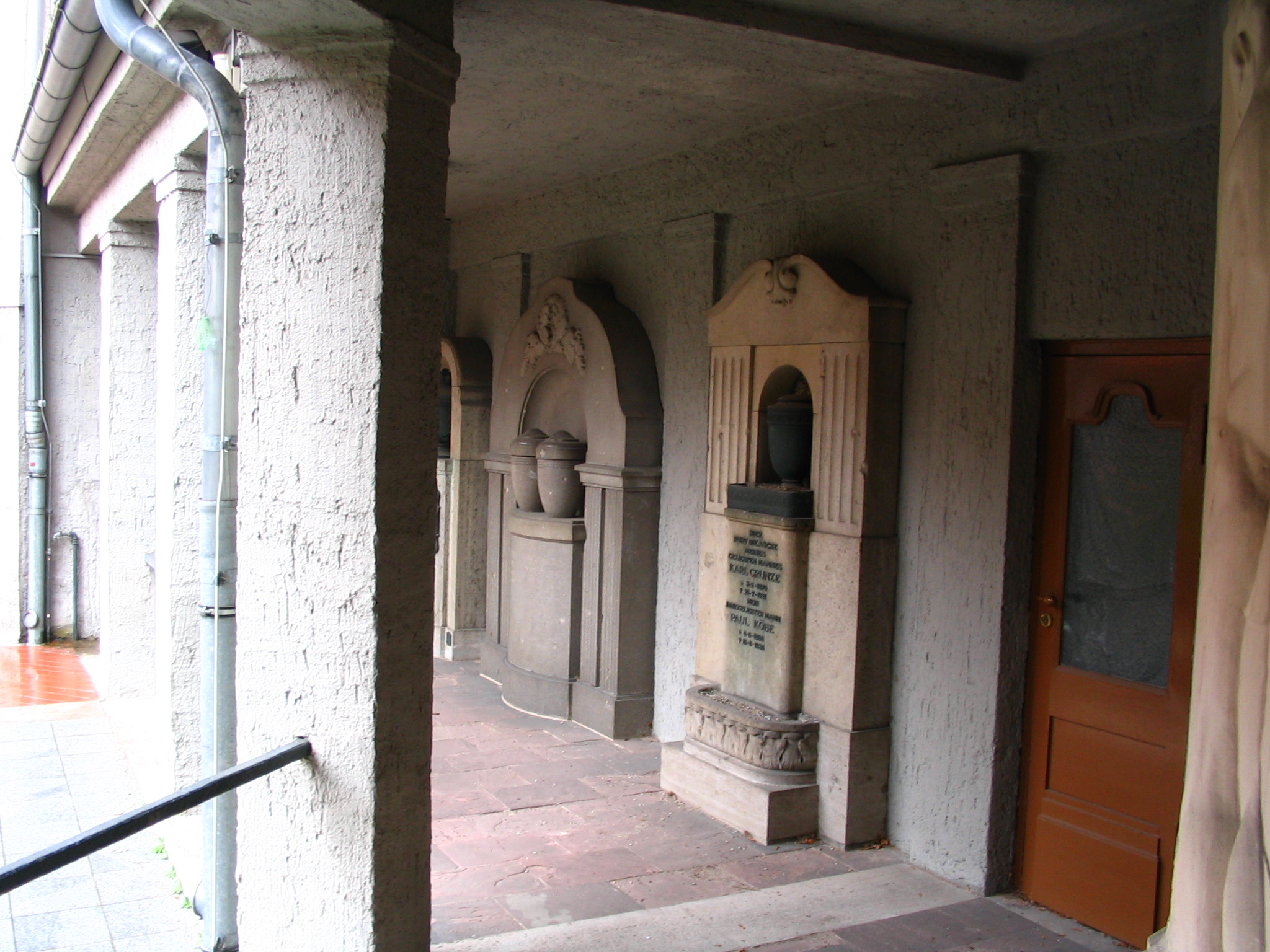
Grabmal Karl Grunze und Paul Köbe, 9. April 2008
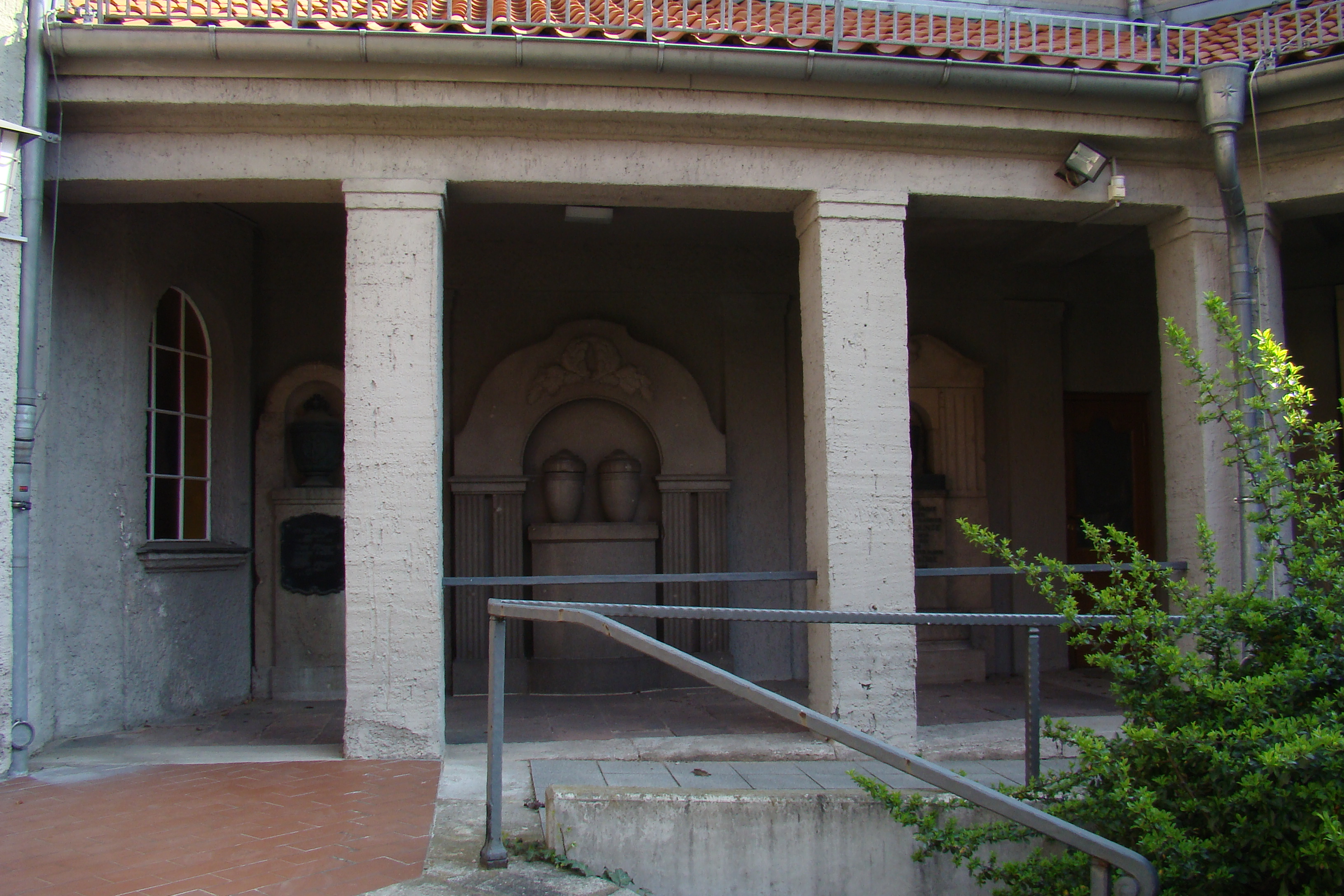
Grabmal Robert und Hedwig Kraus, 12. April 2009
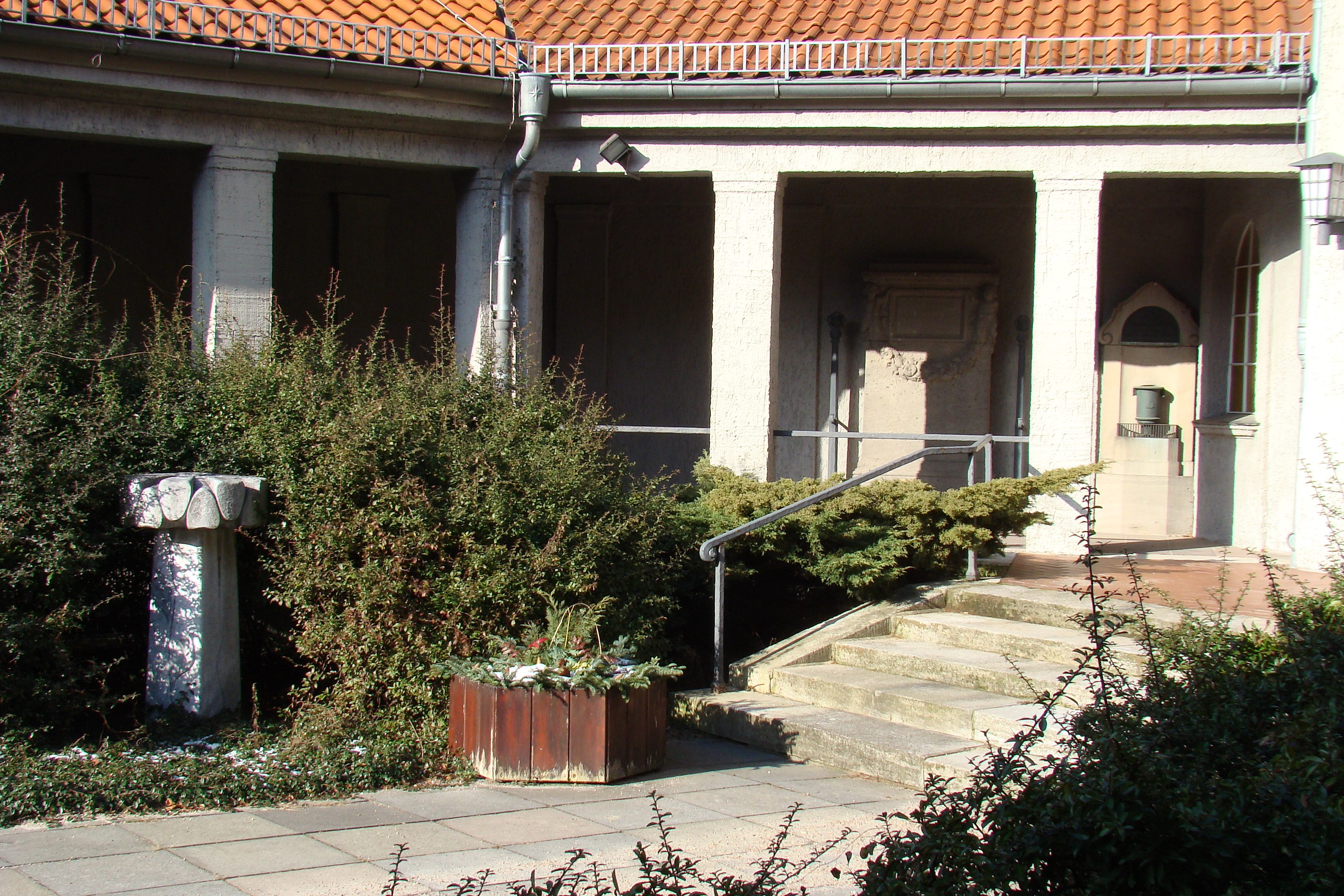
Grabmal Paula Dellheim, 13. Februar 2009
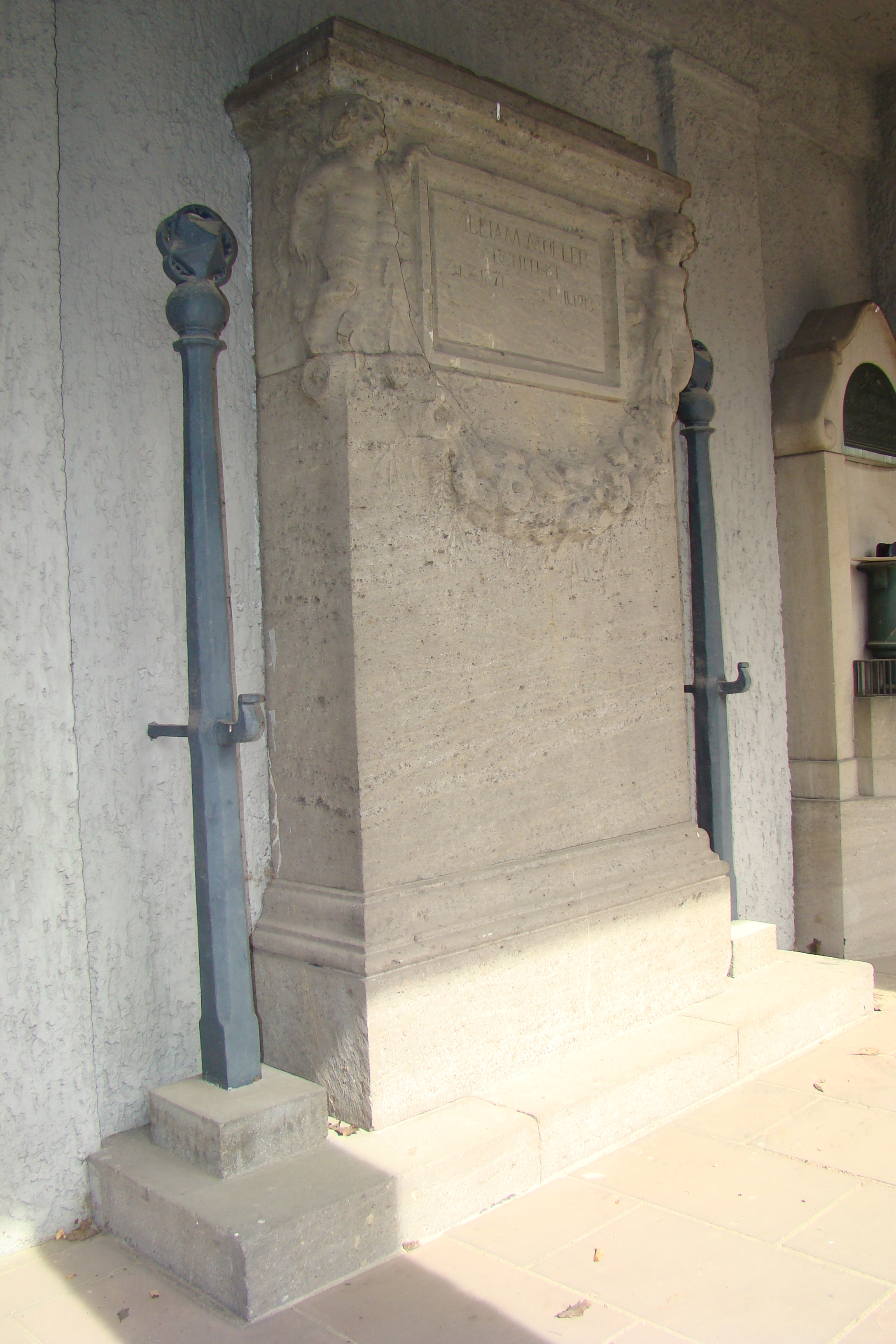
Grabmal William Müller, 26. April 2009
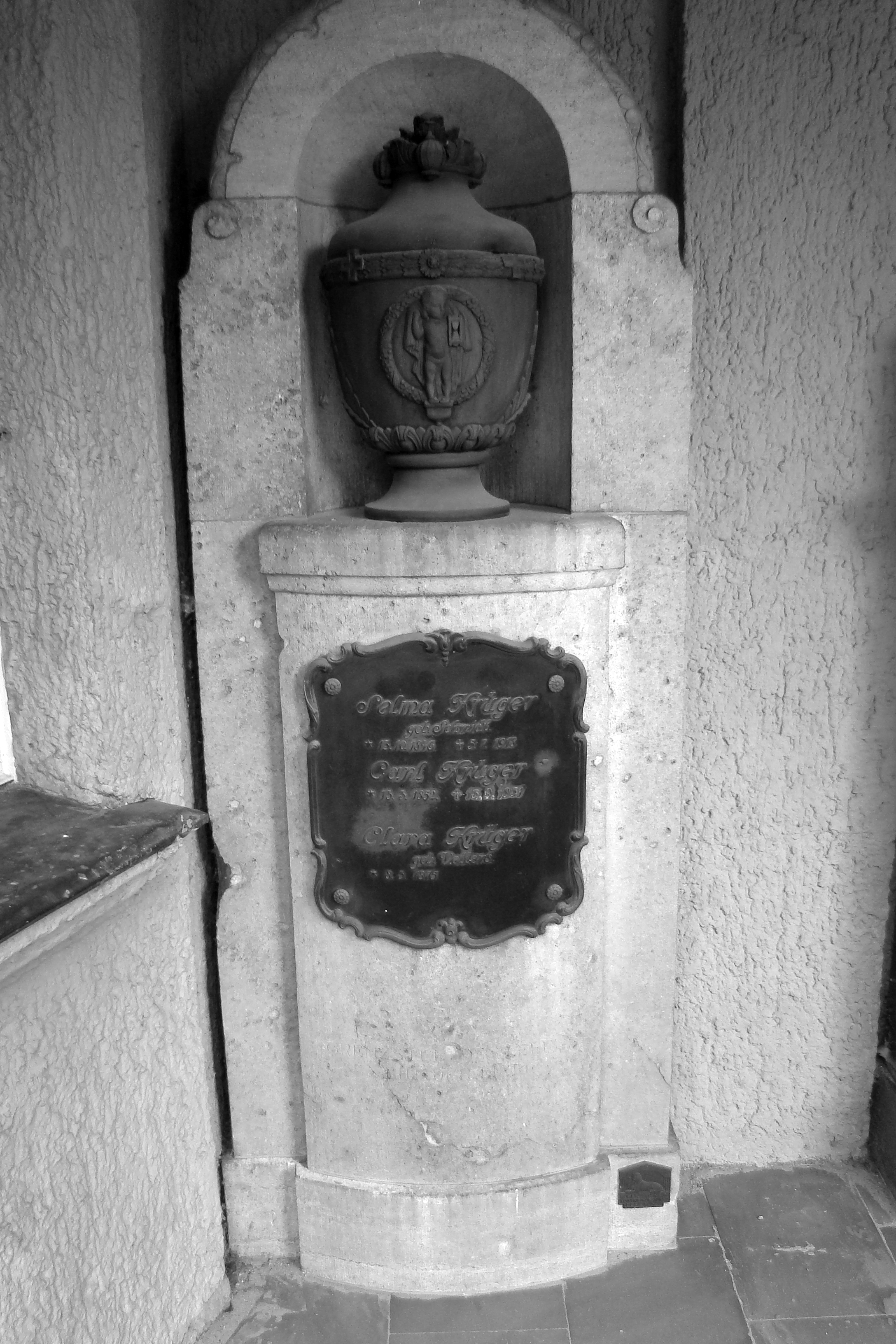
Grabmal Selma und Carl Krüger, 27. Juli 2011
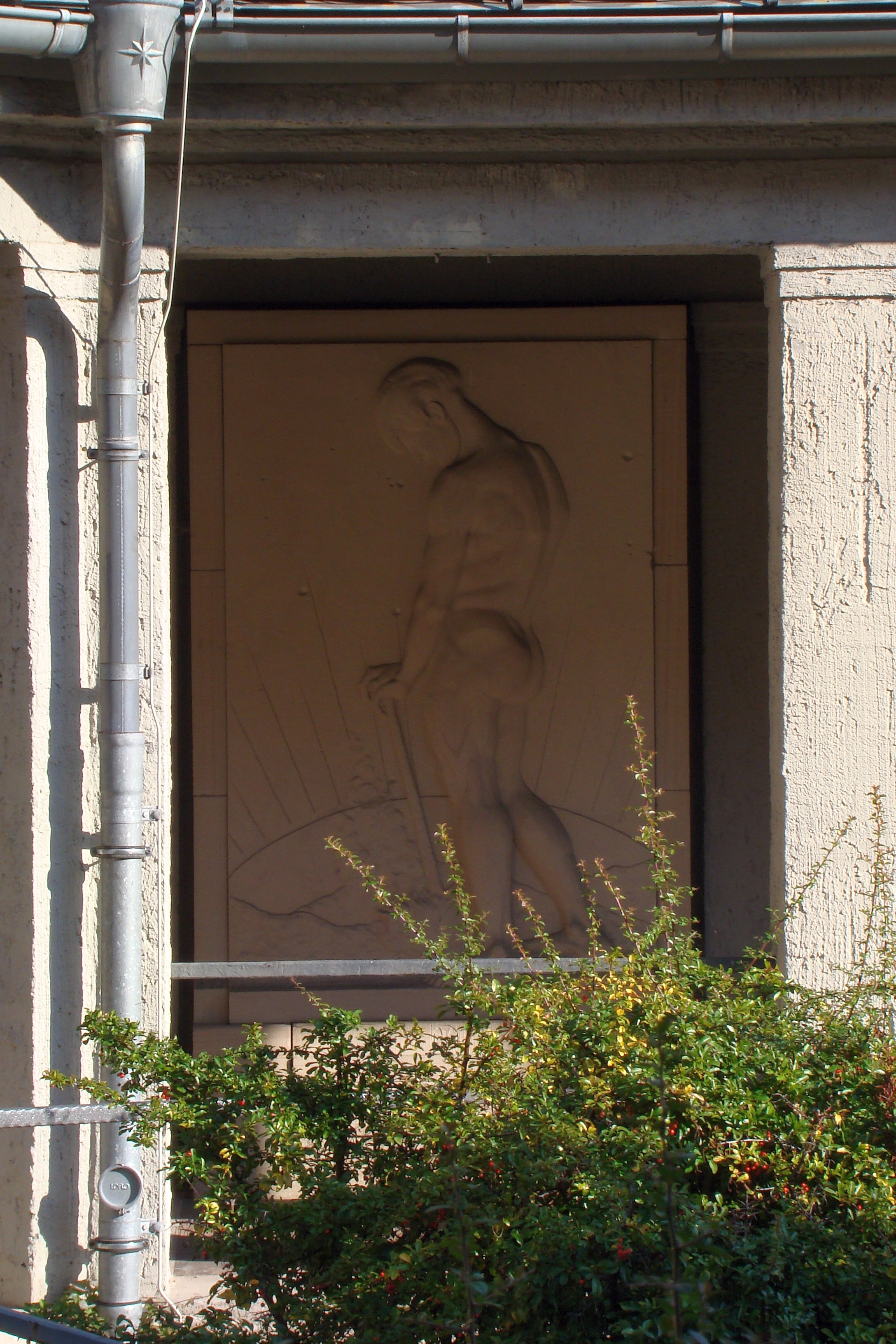
Grabmal Arthur Bodo Friedheim, 23. Oktober 2011

Im Warteraum symbolisiert eine Aktfigur von Adolf Brütt (Opus 100) das Leben und den Tod im Allgemeinen.
Trotz frühchristlicher Elemente in der Architektur des Gebäudes haben kaum religiöse Motive Eingang in die Gestaltung des Krematoriums gefunden, da die Feuerbestattung säkular ausgerichtet war. Steinerne Greifen, eine im Boden des Kuppelsaals eingelassene Schlange und schmiedeeiserne Flammenschalen am vorderen Eingangsportal ersetzen eine christliche Symbolik.

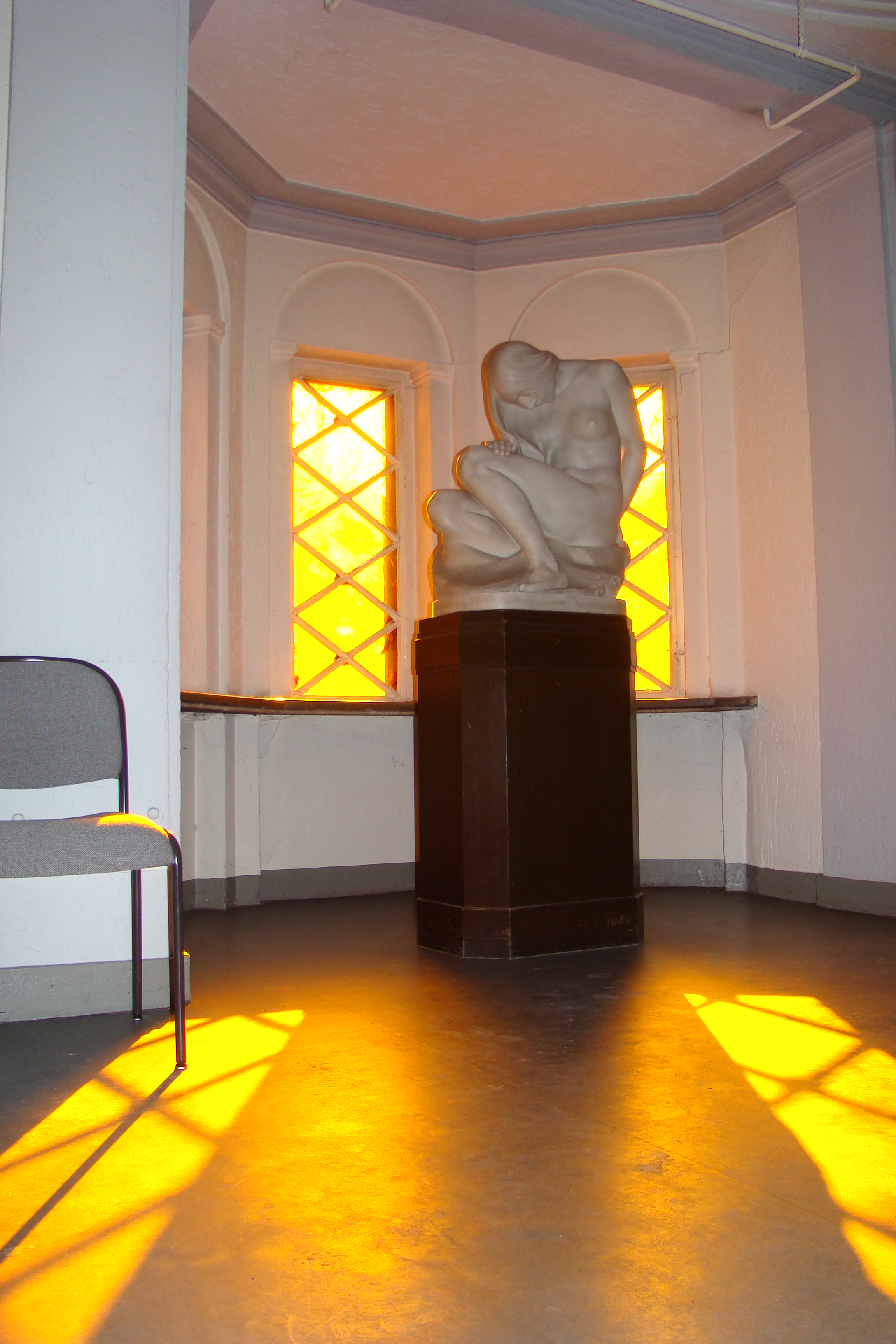
Adolf Brütts Opus 100 am 13. Februar 2009 im Warteraum im Ostflügel des ehemaligen Kolumbariums. Um Einsicht von der Adolfstraße zu verhindern, waren die Fensterscheiben mit einer gelben Folie bedeckt. Auch im neuen Kolumbarium steht die Figur im Warteraum.